# Osówka (województwo kujawsko-pomorskie)
Osówka – wieś w Polsce położona w województwie kujawsko-pomorskim, w powiecie toruńskim, w gminie Czernikowo.
| SIMC    | Nazwa  | Rodzaj     |
| ------- | ------ | ---------- |
| 0861890 | Lisiny | przysiółek |

Do 1954 roku miejscowość była siedzibą gminy Ossówka. W latach 1975–1998 miejscowość położona była w województwie włocławskim. Według Narodowego Spisu Powszechnego (III 2011 r.) liczyła 600 mieszkańców. Jest trzecią co do wielkości miejscowością gminy Czernikowo.